# Piper muricatum
Piper muricatum är en pepparväxtart som beskrevs av Carl Ludwig von Blume. Piper muricatum ingår i släktet Piper och familjen pepparväxter. Inga underarter finns listade i Catalogue of Life.